# ФК Рудо
ФК Рудо је фудбалски клуб из Рудог који се такмичи у оквиру Регионалне лиге Републике Српске — Југ.

## Историја
Клуб је основан 1957. године у ФНР Југославији.

## Резултати
- Друга лига Републике Српске у фудбалу — Југ 2007/08. (10. мјесто)
- Регионална лига Републике Српске у фудбалу — Југ 2010/11. (3. мјесто)
- Регионална лига Републике Српске у фудбалу — Југ 2011/12.